# 杨斌 (1963年)
楊斌（1963年2月11日—），出生在中國江苏省南京市，擁有荷蘭國籍，自称毕业于海军第二炮兵学院。經營歐亞農業企業，曾被朝鮮政府委任為新義州特別行政區長官，後被中华人民共和国政府逮捕。
2016年9月26日獲假釋提前出獄。

## 经历
歐亞農業的過程和杨斌的一生都充滿著謎團，有荷蘭國籍的楊斌1995年返回中國，在瀋陽經營花卉栽種及農業開發，建立荷蘭村，同年在《福布斯》雜誌中國富豪排行榜上名列第2位，甚至曾被朝鮮政府委任為新義州特別行政區長官，可見在封閉的北韓體制內他還能取得管道和巨大影響力，甚至新義州特別行政區能夠成立都與他有關，讓外界對杨斌有不少謎團。
2002年歐亞農業涉及偽造金融票證，虛報註冊資本、非法佔用農地、合同詐騙 、偽造金融票證、對單位行賄等多罪，楊斌被人民法院判18年徒刑罰款230萬元。同時中方對新義州的開發並不積極，甚至要求北韓應該多着重於對南韓合作的開城工業區，引發了外界無限的猜測，杨斌的故事也成為東北商場上多年為人談論的一則傳奇。部分人士认为杨斌被捕对原因包括中国政府对朝鲜不与中国沟通便将在中国出生的杨斌任命为新义州特首的举动感到不满，以及杨斌希望借新义州特首的身份在中国逃避税赋，触怒了当时正在推动打击逃税的时任国务院总理朱镕基。